# 马来西亚气象局
马来西亚气象局（英語：Malaysian Meteorological Department，简称：MMD或MetMalaysia）是一个隶属于马来西亚能源、科学、科技、气候变化及环境部的政府部门，负责向马来西亚政府和公众提供气象学和地球物理学的观测信息，并管理马来西亚各地方气象机构。

## 历史
马来西亚的气象观测史可追溯至19世纪初。1820年，新加坡开始了气象观测业务，这是马来亚气象观测史的开端。1883年，马来亚卫生署开始在槟城及马六甲地区观测气压、气温和降雨量。1926年，气象部门在马来亚的一间医院建立了首个气象站，开始进行日常性气象观测。1924年，马来联邦的气象业务改由博览署接管。1930年，马来西亚半岛的气象观测事务转由调查局管理，并组建了首个独立气象部门。
直至1930年代，马来联邦调查局气象分局已经发展为一个组织完整的现代化气象机构。1931年，泛马来亚气象总部在新加坡成立。1938年，马来亚政府任命了首任马来气象局局长。其后，伴随着马来亚联邦的创立，1946年9月1日，总部设在新加坡的马来亚气象局正式成立。1958年，马来亚气象局在吉隆坡新街场机场成立了机场气象局。
1958年5月19日，马来西亚政府向联合国交存了加入世界气象组织的公约文书并加入了世界气象组织。1963年8月9日，马来亚气象局总部迁至吉隆坡。两年后的1965年8月9日，隶属于马来西亚交通部的马来西亚气象局正式成立，马来西亚和新加坡的气象业务亦同时分离。
马来西亚成立后，马来西亚的气象观测得到了进一步发展。1967年，马来西亚气象局研究与培训处成立。1968年4月1日，马来西亚气象局位于八打灵再也的总部大楼建成。1968年，气象局卫星气象处和电子数据处理处成立。1969年7月1日，气象局从马来西亚民航局手中接管了沙巴和砂拉越州的气象部门。随后的1970年代，马来西亚气象局相继成立了水文气象处、农业气象处、海洋气象处、气象仪器部、环境研究处，海洋气象处和地震处。1984年，马来西亚气象局转隶科学、工艺与环境部（MOSTE），即今天的科学、工艺与革新部（MOSTI）。1985年，北海地区气象局改由马来西亚气象局管理。1997年8月15日，中央预报办公室在八打灵再也总部成立。

## 业务

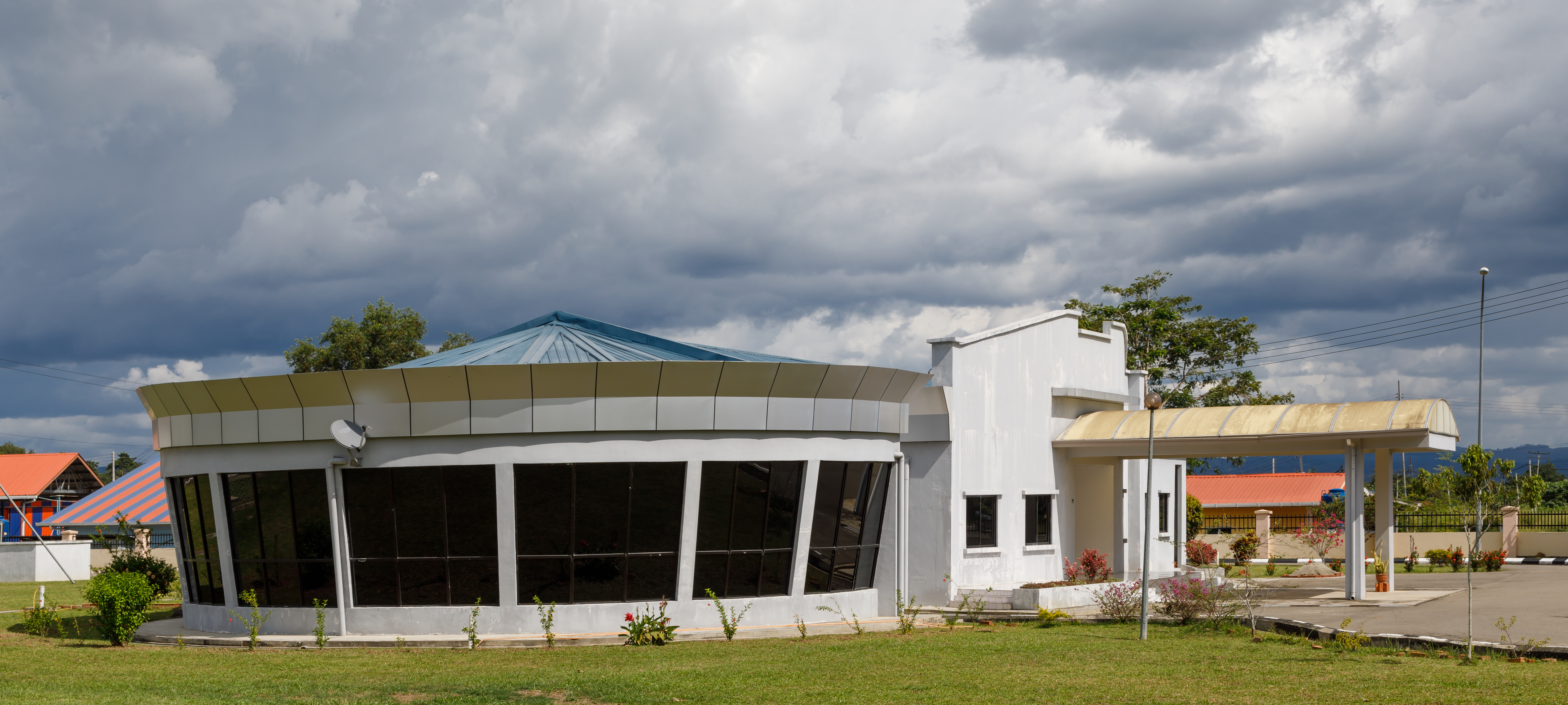
马来西亚的一处气象观测台站。

作为前英国殖民地，马来西亚的气象观测事业深受英国影响。马来西亚气象局的观测方式与英国气象部门相当接近，其观测仪器和规范也充分参考了英国的经验。目前，马来西亚拥有至少三十个主要气象站，一些气象站还兼有航空气象站的功能，为邻近的机场提供服务。除军民用航空气象服务外，马来西亚气象局的业务范围还包括防灾减灾、海洋气象、农业气象、气候研究、地震观测、大气监测和气象科普等。该局还同时为学术界提供地震目录和大气观测报告以供学术研究。
马来西亚气象局指，该局正积极谋求到2020年成为气象、气候和地球物理服务机构中的佼佼者，以满足马来西亚国民经济和社会发展的需要。